# معركة 73 للشرق
معركة 73 للشرق وقعت في 26 فبراير 1991 خلال حرب الخليج الثانية بين القوات المدرعة التابعة للولايات المتحدة في الفيلق السابع وقوات الحرس الجمهوري العراقي وشعبة توكلنا. كان مسمى المعركة نسبة إلى نظام العرض العالمي المستعرض ميركاتور بين الشمال والجنوب (وهو للشرق المقاس بالكيلومترات وقابل للقراءة على أجهزة استقبال نظام تحديد المواقع) في الصحراء بدون سمة التي كانت تستخدم كخط مرحلي لقياس التقدم المحرز في الهجوم بينما كانوا يمرون بما كان العراقيون يعتقدون أن الصحراء غير مطورة. وصفت المعركة لاحقا في فيلم وثائقي للمعركة بأنها «آخر معركة دبابات كبيرة في القرن العشرين». وقعت هذه المعركة بعد عدة ساعات من معركة الدبابات الرئيسية المعروفة باسم معركة بصية.
كانت الوحدة الرئيسية في المعركة الأمريكية هي فوج الفرسان المدرع الثاني وهو عنصر استطلاع وأمن مكون من 4,500 رجل تم تعيينهم في الفيلق السابع. يتألف من ثلاثة أسراب أرضية وسرب الطيران (هليكوبتر هجومية) وسرب الدعم. كان كل سرب أرضي يتكون من ثلاثة فرسان ودبابة وبطارية هاونزر ذاتية الدفع ومقر للقوات. تضم القوات 120 جنديا ومن 12 إلى 13 دبابة برادلي إم3 و 9 دبابات إم1 أبرامز. فرقة العمل 1-41 خرق المشاة الجدار الرملي على الحدود بين المملكة العربية السعودية والعراق التي كانت توجد بها المواقع الدفاعية العراقية الأولى وأداء مهام الاستطلاع والاستطلاع المضادة لفوج الفرسان المدرع الثاني. هذا يشمل عموما تدمير أو صد عناصر الاستطلاع العراقية ونفي قائدها أي مراقبة للقوات الصديقة. تتألف الهيئة الرئيسية للفيلق من الفرقة الأمريكية المدرعة الثالثة وفرقة المشاة الأولى والفرقة الثانية المدرعة والفرقة المدرعة الأولى والفرقة الأولى المدرعة البريطانية.
كان عمل فوج الفرسان المدرع الثاني عبور الحدود والتقدم شرقا كعنصر الكشفية إلى الأمام بقيادة كشاف الفرسان في المدرعة الخفيفة برادلي مع مجسات حرارية متقدمة للغاية للكشف عن مواقع العدو. خلفها كان توجد دبابات أبرامز تغطيها من الخلف وعلى استعداد في أي لحظة للمضي قدما والاشتباك مع العدو. تقدمت الفرقة المدرعة الثالثة حتى وقت متأخر من 25 فبراير وتحولت إلى الشرق بينما فرقة المشاة الأولى المتقدمة انتقلت شمالا إلى أهدافها الأولية. كانت مهمة الفوج هي تجريد قوات أمن العدو من قوات الدفاع عن العدو وتمهيد الطريق للدفاعات الهامة وتحديد مواقع دفاع الحرس الجمهوري حتى يمكن الاشتباك بالقوات المدرعة والمدفعية من الفرقة المشاة الأولى.
في ليلة 23/24 فبراير وفقا لخطة الفريق الأول نورمان شوارتسكوف للهجوم البري المسمى «عملية سيف الصحراء» فقد تسابق الفيلق نحو الشرق من المملكة العربية السعودية إلى العراق في مناورة تسمى لاحقا «الإشادة بماري». كان للواء الفيلق هدفان: قطع انسحاب العراق من الكويت وتدمير خمس فرق من نخبة الحرس الجمهوري بالقرب من الحدود العراقية الكويتية التي قد تهاجم الوحدات العربية والبحرية التي تنتقل إلى الكويت إلى الجنوب. كانت المقاومة العراقية الأولية خفيفة ومتناثرة بعد الخرق وفوج الفرسان المدرع الثاني قاتل في اشتباراك خفيفة حتى 25 فبراير.
تم تنفيذ المعركة الأساسية من قبل الأسراب الثلاثة لفوج الفرسان من حوالي 4,000 جندي جنبا إلى جنب مع اللوائين الأولين في فرقة المشاة الأولى وفرقة المدرعة الثانية التي هاجمت ودمرت اللواء الميكانيكي الثامن عشر العراقي واللواء المدرع 37 من قسم التوكلنة ويتألف كل منهما من 2500 إلى 3000 موظف.

## الخطة

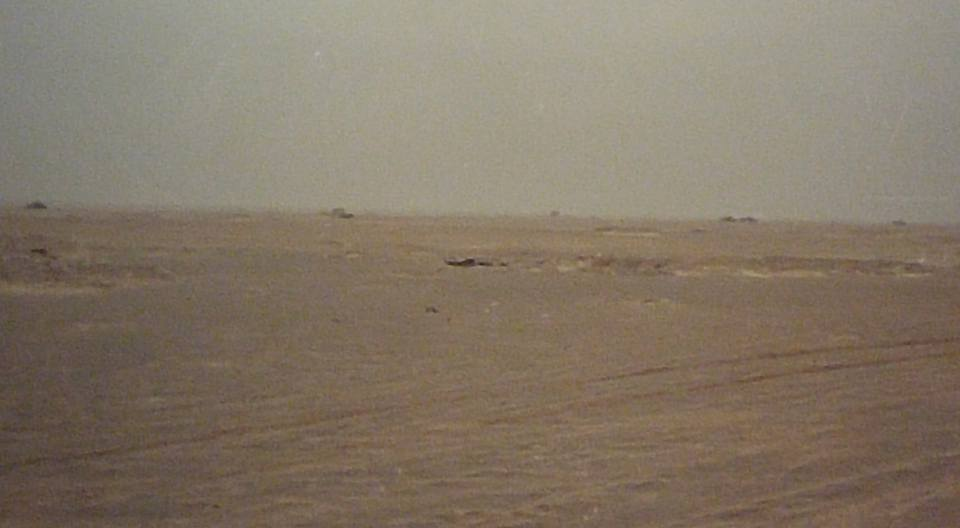
موقف دفاعي عراقي في فرقة العمل 1-41 المشاة قطاع العمليات خلال معركة 73 للشرق. يمكن رؤية الجزء العلوي من الدبابات العراقية لأنها تقف في مواقع دفاعية. المزيد من الدروع العراقية المدمرة تقع في الخلفية البعيدة.

كان فوج الفرسان الرابع يمضي قدما في الشرق لتحديد موقع وانخراط العدو وتحديد تصرفاته ومن ثم السماح للكتائب الآلية للمرور من خلال الانتهاء من تدمير العراقيين. تم تغيير الحد الأقصى لتقدم فوج الفرسان الرابع أثناء العملية. الخطة السابعة للفيلق السابع أصدرت خلال ليلة 25-26 فبراير جاعلا خط 60 للشرق الحد الأولي للتقدم. بعد أن عقد فوج الفرسان الرابع الاتصال مع المنطقة الأمنية للحرس الجمهوري غير الفيلق الحد إلى 70 للشرق. على طول هذا الخط فإن المعرف الأول يمر عبر الفوج ويدفع إلى أهداف أخرى شرقا. أمر الفريق الأول فريدريك م. فرانكس الابن قائد الفيلق السابع العقيد دون هولدر قائد فوج الفرسان المدرع الثاني بتحديد موقع العدو وتجنب الانخراط بشكل حاسم.
كان للفوج ثلاثة أسراب لسلاح الفرسان المدرعة تعمل على الخط مع السرب الثاني في الشمال والسرب الثالث في المركز والسرب الأول في الجنوب. السرب الرابع (سرب الطيارات القتالية) طار للقيام بالاستطلاع والهجوم أساسا في المناطق الشمالية والوسطى. على نحو غير عادي لفيلق يغطي القوة كان الفوج يفتقر إلى خزان احتياطي أو كتيبة مشاة ميكانيكية. عمليات الطيران مقيدة بالطقس السيء مما جعل السرب الرابع لا يقوم بالتحليق لنصف ساعات النهار.
بعد مرورها على المنطقة الأمنية للحرس الجمهوري في صباح اليوم السادس والعشرين واجه الفوج شعبة توكلنا المدرعة العراقية في الخط في الشمال والشعبة العراقية الثانية عشرة المدرعة في الوسط والجنوب. كانت جميع الوحدات العراقية تشغل مواقع دفاعية مبنية بشكل جيد وأعدت مواقف بديلة مكنتها من إعادة توجيهها إلى الغرب لمواجهة هجوم الفيلق. لم تكن مهمة الفرقة المدرعة الثانية عشرة للحرس الجمهوري معروفة وقت المشاركة.
على الرغم من القصف الجوي والمدفعي المكثف من قبل القوات الأمريكية فإن معظم الوحدات العراقية المدافعة على طول 70 للشرق ظلت فعالة. استخدم الفوج نيران المدفعية من لواء المدفعية الميدانية 210 والبطارية سي الرابعة 27 والضربات الجوية وطائرات الهليكوبتر الهجومية (سواء أباتشي أو الكوبرا من السرب الرابع) ضد وحدات الحرس الجمهوري كما تحركت أسراب سلاح الفرسان المدرعة شرقا عبر المنطقة الأمنية. أدت العواصف الرملية إلى إبطاء هذه الحركة طوال اليوم مما أدى إلى تقييد الرؤية إلى ما لا يقل عن 400 متر (1,300 قدم).

## الاقتراب من 70 للشرق

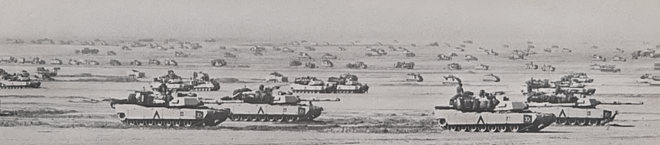
دبابات أبرامز من الفرقة المدرعة 3 اللواء الأول على طول خط المغادرة.

خلال الفترة من 23 فبراير 1991 هاجم فوج الفرسان المدرعة الثاني مع سيطرته التشغيلية في جنوب العراق بقيادة الفيلق السابع بمثل هذه الجرأة التي سرعان ما طغت مجموعة معركة دراغون قوات العدو العليا وإضعاف معنوياتهم وأخذ مئات من الأعداء سجناء.
كجزء من جهد فرقة المشاة الأولى (الآلية) والجهد الرئيسي للفرقة السابعة خرقت فرقة الدرع الثالثة والثلاثين للدفاع العراقي في 24 فبراير 1991 وقامت بتطهير أربعة ممرات مرور وتوسيع الفجوة تحت نيران العدو المباشر. ثم هاجمت فرقة العمل 300 كيلومتر عبر جنوب العراق إلى شمال الكويت وقطعت خطوط الاتصال العراقية ثم دفعت نحو الشمال مرة أخرى إلى العراق للمساعدة في الاستيلاء على مدينة سفوان في العراق وتأمين مطار سفوان لصالح قوات التحالف للتفاوض على وقف إطلاق النار. خلال العملية تم تدمير أكثر من 50 مركبة قتالية للعدو وتم القبض على أكثر من 1700 سجين.
بدأ الفوج في 26 فبراير مع توجيه الفيلق السابع إلى الشمال الشرقي. في ساعات الصباح الباكر اشتبك سرب الفريق الثالث للمقدم سكوت مارسي مع عدة مجموعات تابعة للواء العراقي المدرع الخمسين الذي انتقل إلى المنطقة الجنوبية للفوج لتأكيد التقارير التي تفيد بأن وحدات التحالف كانت في المنطقة المجاورة.
في الساعة 0522 تلقى فوج الفيلق الخطة السابعة التي عدلت منطقتها وموضوعية وتوجيه جميع وحدات سلاح للتحرك شرقا لمهاجمة وحدات من الحرس الجمهوري. ترتيب تعديل الحدود بين الفوج والفرقة المدرعة الأولى للمملكة المتحدة إلى الجنوب وفي وقت مبكر من اليوم إعادة توجيه أسراب الفوج والتنسيق مع الفرقة المدرعة الأولى للمملكة المتحدة على طول الحدود الجديدة 80 للشمال.
أقام سرب الطيران بقيادة المقدم دون أولسون شاشة على طول 50 شرقا بحلول الساعة السابعة صباحا وبحلول الساعة الثامنة صباحا انتقلت أسراب سلاح الفرسان المدرعة إلى مناطقها الجديدة. دمر السرب الثالث الذي يعمل في المركز دبابة من نوع تي-72 قبل الساعة الثامنة صباحا وأقام أول اتصال أرضي مع شعبة توكلنا التابعة للحرس الجمهوري العراقي. كانت جميع الأسراب الثلاثة على اتصال بقوات الأمن بحلول الساعة التاسعة صباحا ولكن العاصفة الرملية العنيفة التي حلت في المنطقة وتحركت إلى الحد الفاصل للفوج حد من التقدم إلى 60 شرقا حتى الساعة 11 صباحا.
توقفت عمليات الفرسان الجوية بعد الساعة التاسعة صباحا فقط ولم تستأنف إلا بعد ظهر اليوم. في الوقت نفسه واجه السرب الأول بقيادة العقيد توني إسحق مواقع متناثرة للعدو في الجنوب وبحلول الظهر تم تدمير 23 دبابة من طراز تي-55 و 25 ناقلة جنود مدرعة وست قطع مدفعية وعربات عديدة. أفادت القوات التابعة لفرقة الملازم مايك كوبه الثانية بأن قوات المقاومة سقطت من قبل قوات الأمن التابعة لقوات توكلنا الصغيرة بينما دمر السرب الثالث مواقع استيطانية مماثلة في مركز الفيلق. قام الفريق الأول فرانكس بزيارة مركز القيادة الرئيسي للفوج قبل الساعة الواحدة ظهرا. قام المسؤول التنفيذي للجناح المقدم روجر جونز والرائد ستيف كامبل بإطلاعه على الحالة وأبلغه بأن أجهزة الاستشعار أبلغت عن حركة تعقب المركبات إلى الشمال من منطقة الفوج.
بحلول الساعة 00/15 وصلت الفرقة المدرعة الثالثة إلى 50 شرقا وبدأت في مواكبة الفوج في الشمال. لكن حركة المشاة الأولى للانضمام إلى المعركة كانت تستغرق وقتا أطول من المتوقع. لذلك ألقى الفريق الأول فرانكس توجيهات إلى سلاح الفرسان المدرع الثاني لمواصلة هجومه فيما يتعلق ب 70 للشرق والاشتباك بالدفاعات الرئيسية للحرس الجمهوري ومنع حركته. في الوقت نفسه أمر الفوج بتجنب الانخراط بشكل حاسم (بمعنى الامتناع عن المناورة وبالتالي فقدان حرية العمل).
أصدر حامل العقيد أمرا مجزأ في الساعة 3:20 للامتثال لتوجيه قائد الفيلق وبحلول الساعة 3:45 كانت قوات السرب الثانية مشتبكة مع الدفاعات المنظمة تنظيما جيدا من شعبة توكلنا. في الوقت نفسه انتقلت السربين الثالث والأول في الوسط والجنوب لتطهير مناطقها حيث واجهت تي-72 في الشمال السرب الثالث وتي-62 وتي-55 للدبابات العراقية الإثني عشر جنوبا.
انضمت الكشافة الجوية للأسطول الرابع إلى العملية حيث تم تطهير الجو في حوالي الساعة الثالثة بعد الظهر. كشف الكشافة الجوية عن دفاعات للعدو إلى مقدمة السربين الثاني والثالث وطائرات الهليكوبتر الهجومية التي أصابت العديد من المواقع الأمنية.
بحلول الساعة 16:10 وفي الجنوب القريب من خط الإحداثيات من الشرق والغرب تلقى الفوج إطلاق النيران من الدبابة العراقية زي أس يو-23-4 شيلكا والعديد من المباني المحتلة في قرية عراقية. رد الكشافة الأمريكيون بإطلاق النار بالدبابات وأسكتوا البنادق العراقية وأخذوا سجناء وواصلوا شرقا. تقدموا ثلاثة كيلومترات شرقا إلى خط 70 شرقا. أطلق المزيد من النيران من العراقيين وقام الأمريكيين بالرّد عليه بالمثل.

## 73 للشرق

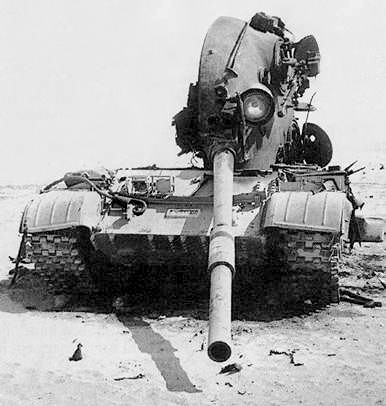
الدبابة العراقية تي-62 قصفت من قبل الفرقة المدرعة الثالثة.

تشير معركة 73 للشرق بشكل ضيق إلى أعمال القتال المدرعة العنيفة التي وقعت في الساعات الأخيرة من عملية تغطية القوات المسلحة الثورية الثانية في منطقة السرب الثاني وفي الثلث الشمالي من منطقة السرب الثالث. في المعركة هزم أربعة من قوات سلاح الفرسان المدرعة الثانية في قتال القوات الأولى (بلغ مجموعها حوالي 36 دبابة أبرامز) حيث هزموا كتيبتين للعدو واللواء 18 من شعبة توكلنا وفي وقت لاحق اللواء المدرع التاسع.
وصلت القوات العراقية المدافعة وعناصر من اللواء الميكانيكي الثامن عشر من توكلنا والفرقة المدرعة التاسعة عشرة المدرعة إلى مواقعها مساء 24 فبراير واتجهت إلى الغرب لحماية طريق الإمداد الرئيسي طريق خط أنابيب إيبسا. كانت المقاومة العراقية التي واجهها الفوج الثاني في اليوم السابق من اللواء المدرع الخمسين الذي كانت مهمته تغطية إعداد هذا الدفاع.
كانت المعركة جزءا من العملية الأكبر وواصلت قوات السرب الثالث والأول في الجزء الجنوبي من منطقة القتال من خلال المنطقة الأمنية للحرس الجمهوري وإصلاح وحدات العدو من الفرقة المدرعة الثانية عشر. السرب الأول قام بتطهير منطقة بقايا اللواء المدرع الخمسين قبل الاشتباك باللواء 37 من الفرقة العراقية الثانية عشرة المدرعة التي تقاتل جنوب شعبة توكلنا. مروحية كشفية ومهاجمة السرب الرابع وكتيبة 2-1 للطيران دعمت القتال حيث سمح الطقس لها.
انتقل الفوج من 60 للشرق مع ثمانية من أصل تسعة من قوات سلاح الفرسان. (قام المقدم كوبي بسحب قواته من القيادة الثانية للسرب عندما ضاقت منطقته). تصاعدت العملية لتصبح معركة كاملة كما تم المناورة إلى 70 للشرق حوالي 3:45 مساء. القتال العنيف ثم الانتشار إلى الجنوب حيث أغلقت قوات من السرب الثالث الفجوة بين السربين وانضمت إلى المعركة. هاجمت قوات غ إلى شمال الكابتن هربرت ماكماستر في الفرقة إي الذين قاموا بالدفاع نحو الشرق ثم أصبح القتال مكثفا حوالي 4:45 بعد الظهر حيث استمر القتال في الظلام كما عزز قائد الفرقة العراقية اللواء 18 مع اللواء المدرع 9 في منطقة القوات.
في الساعة 4:10 مساء أطلق على قوات النسر النار من موقع مشاة عراقي في مجموعة من المباني. رد جنود النسر بإطلاق النار من دبابات أبرامز وبرادلي وإسكات البنادق العراقية وأخذوا سجناء واستمر بالتقدم نحو الشرق. دمرت دبابات أبرامز من قوات النسر 28 دبابة عراقية و16 ناقلة جنود و30 شاحنة في 23 دقيقة دون خسائر أمريكية.
في حوالي 4:20 تقدم منخفضا وفاجأ مجموعة دبابات عراقية المتواجدة للدفاع في المنحدر العكسي على 70 للشرق. شارك المقدم ماكماستر الذي قاد الهجوم على الفور في هذا الموقف مما أدى إلى تدمير أول ثماني دبابات للعدو على الجبهة. دبابتيه الأخريين قضت على البقية.
على بعد ثلاثة كيلومترات إلى الشرق شاهد مكماستر مواقع دبابات تي-72. استمرارا لهجومه بعد 70 للشرق فقد واصل القتال في طريقه من خلال موقع دفاعي للمشاة وعلى أرض مرتفعة على طول 74 شرقا. هناك واجه وقام بتدمير وحدة دبابات العدو أخرى من ثمانية عشر دبابة تي-72. في ذلك الإجراء وقف العراقيون على أرضهم وحاولوا المناورة ضد القوات. كان هذا أول دفاع حازم على الفوج الذي صادفه في الأيام الثلاثة من عملياته. ومع ذلك فوجئت القوات العراقية بسبب الطقس العاصف وسرعان ما دمرت من قبل القوات الأمريكية المدربة بشكل أفضل وأفضل تجهيزا.
بعد هزيمة تلك القوة أرسل ماكماستر فصيلة استكشافية من دبابتي برادلي شمالا لاستعادة الاتصال مع قوات غ. للقيام بذلك واجهت الفصيلة الاستكشافية مجموعة دبابات عراقية أخرى تتكون من ثلاثة عشر تي-72 التي دمرت بصواريخ بي جي إم-71 تاو.
قوات الفوج الأخرى آي وكيه وجي انضمت إلى القتال في وقت لاحق. قوات آي من السرب الثالث توقفت عند 67 للشرق للسيطرة على الحد من التقدم لمدفع دبابتها. بينما تحركت القوات شمالا لتأمين حدودها الشمالية حوالي الساعة 4:45 تعرضت لإطلاق النار من نفس المجموعة من المباني التي قاتلت قوات إي قبل ساعة واحدة.
الكابتن دان ميلر قائد القوات آي أسكت المقاومة بالرد على إطلاق النار ثم هاجم إلى 70 للشرق. هناك واجه دبابات تي 72 في مواقع دفاعية جنوب قوات إي التي دمرتها للتو. بدعم مبدئي من فرقة المقدم ماك هازارد دمرت دبابات ميلر ستة عشر دبابة للعدو على هذا الموقف ثم هاجمت من خلالها. بعيدا عن الدفاعات لاحظت قوات آي تشكيل آخر من دبابات العدو تتحرك في اتجاهها وهاجمته مع الدبابة وإطلاق صواريخ بي جي إم-71 تاو. قبل العودة إلى المواقع على طول 70 للشرق فإن قوات آي دمرت موقع قيادة الكتيبة المدافعة.
بحلول الساعة 4:40 اكتسب المقدم جو سارتيانو لقوات جي موقعا على سلسلة من التلال المطلة على الوادي الموازي ل 73 للشرق شمال الفرقة إي. القوات جي أمنت الجناح المفتوح حتى وصل سرب سلاح الفرسان 3 مدرعة لشغل مواقعها الخاصة على طول 70 للشرق.
اشتبك رجال سارتيانو مع الدبابات العراقية الثمانية عشر في مواقع دفاعية في البداية. لكن بسرعة جدا وجدت قوات جي نفسها في مواجهة الهجمات المضادة من قبل وحدات دبابات من كل من شعبة توكلنا والشعبة العراقية المدرعة الثانية عشر. بالإضافة إلى ذلك حاولت وحدات عراقية أخرى التراجع إلى الشمال على طول الوادي والتي أدت بهم مباشرة إلى مواجهة قوات جي.
بحلول الساعة 6:30 تقدمت أول عدة موجات من الدبابات العراقية تي-72 وتي-55 إلى الوادي. تبع ذلك قتال عنيف بعد موجة من الدبابات والمشاة التي واجهت القوات. أصبح القتال مكثفا في بعض الأحيان من خلال المدفعية وقذائف الهاون وطائرات الهليكوبتر الهجومية والدعم الجوي الوثيق للقوات الجوية مما حال دون اقتراب العدو مع القوات جي. في مرحلة ما اضطرت فصيلة من المخابرات العسكرية من فوج الفرسان الثاني إلى تعليق عمليتها الاستخباراتية للإشارة والرد على إطلاق نيران الجنود العراقيين الذين خرجوا من دبابة بي إم بي-1 محترقة واستمروا في الهجوم.
خلال معركة شرسة استمرت ست ساعات دعا فريق دعم إطلاق النار القوات جي في 720 هاوتزر وملرس أثناء استخدام قذائف الهاون الخاصة بها بالاستمرار إلى عودة المهاجمين على مسافة قريبة. بحلول الساعة 9 مساء أطلقت القوات جي جميع قذائفها ونفذت منها ذخيرة المدفعية عيار 25 مم و120 مم. لمعالجة حالة الطوارئ أرسل المقدم كوبه مجموعة دباباته ودبابات المقدم بروس تايلر للتخفيف عن القوات جي. بحلول ذلك الوقت دمرت قوات جي مجموعتين على الأقل من الدروع العراقية ومئات من المشاة العراقيين وناقلاتهم المدرعة الخفيفة كانوا متناثرين على أرضية الوادي".
فقدت القوات جي دبابة برادلي بسبب الدبابة العراقية مركبة مشاة قتالية وجندي واحد حيث قتل الرقيب نيلس أ. مولر المدفعي في الدبابة برادلي. لم يشتغل قاذف الدبابة برادلي ولا مدفع بوشماستر 25 ملم. بينما كان الطاقم يحاول إعادة عمل المدفع كانت الدبابة العراقية بي إم بي-1 الذي كان يعتقد أن القاذف معطل حيث استغل الفرصة وأطلق النار وضرب برج السيارة بمدفع 73 ملم. مات مولر على الفور وبقية الطاقم أخلوا السيارة التالفة.
لعبت المدفعية والغارات الجوية دورا كبيرا في المعركة خاصة في أقصى الشمال. في الدعم المباشر للفوج الثاني فقد أطلق العقيد غاريت بورن من اللواء 210 بعثات إلى 78 للشرق. استهدفت بعثات الدعم الجوي أهدافا في العمق مما منع بعض الوحدات العراقية من الاقتراب من القوات جي أو الهروب من منطقة المعركة. حلقت مروحيات هجومية دعما للكشافة الجوية على فترات رئيسية خلال النهار ودمرت مروحيات أباتشي التابعة للكتيبة الجوية بقيادة المقدم جون وارد بطاريتين من مدفعية العدو ووصلت وحدات مسيرة على طول خط أنابيب إيبسا في 4:30 مساء تماما كما بدأت المعركة بجدية.
إجمالا أفاد ضابط دعم الحرائق في الجيش عن استخدام 1382 طلقة من عيار 155 ملم من قذائف الهاوتزر (ذخائر شديدة الانفجار وذخائر مزدوجة الغرض محسنة ومقذوفات من طراز هي) و147 صاروخا من طراز ملرس في 26 فبراير. قدر قائد اللواء رقم 210 أن كتائبه من كتائب الاتحاد وجبهة ملرس واحدة من طراز البطارية سي التي دمرت 17 دبابة وسبع ناقلات جنود وخمس قطع مدفعية وحوالي 70 مركبة أخرى. كان عدد المركبات التي تضررت بالمدفعية أكبر. عدد ضحايا العدو المشاة الناجم عن إطلاق النار غير المباشر ثبت أنه من المستحيل تحديده ولكن من المؤكد تقريبا أنه تجاوز ثلاثين من المشاة.
استمر إطلاق النيران المتقطعة طوال الليل ولكن لم تحدث أي حوادث كبيرة بعد الساعة 10 مساء. استخدم الفوج نيران المدفعية وبعض الدعم الجوي الوثيق بين نهاية القتال النشط ووصول فرقة المشاة الأولى على خط الاشتباك.
استنادا إلى المعلومات الاستخبارية المكتسبة خلال المعركة نصح العقيد قائد الفيلق بأن فرقة المشاة الأولى يجب أن تمر عبر الوحدات الجنوبية للفوج. من شأن الالتزام بالانقسام في هذا المجال أن يبقيها واضحة عن الظروف الفوضوية التي تعقب المعركة في الشمال والأهم من ذلك أن يتم توجيه الهجوم الرئيسي حول المواقع المعروفة الآن للحرس الجمهوري.
قبل الفريق فرانكس تلك التوصية وبدأ من الساعة الثانية صباحا تقريبا مرت كتائب فرقة المشاة الأولى عبر مواقع الفوج على طول 70 شرقا. عندما انتهت الفرقة من تمرير جميع وحداتها القتالية في حوالي الساعة السادسة صباحا أصبح فوج الفرسان الثاني جزءا من احتياطي الفيلق السابع.

## مشاركة الفرقة المدرعة الثالثة الأمريكية
في 26 فبراير واجهت الفرقة المدرعة الثالثة الأمريكية فرقة الحرس الجمهوري «توكلنا» وهي الفرقة 52 المدرعة العراقية وعناصر من الفرقة المدرعة 17 و10 المدرعة. شاركت الفرقة في معارك دبابات كاملة النطاق للمرة الأولى منذ الحرب العالمية الثانية وكما قال أحد قدامى المحاربين في الفرقة «كان هناك أكثر من عمل كاف للجميع».
بعد أكثر من 300 كيلومترا للتوجه للاتصال باللواء الثاني وشعبة المدرعات الثالثة فقد اشتبك مع قوات العدو في مواقع دفاعية معدة سابقا واشتبكت مع العدو بإطلاق نيران مباشرة والمدفعية الضخمة وطيران الجيش. اللواء الثاني والفرقة المدرعة الثالثة دمرت خطوط الدفاع الأولى ومحاولة الهجوم المضاد المدرع.
اللواء الأول والفرقة المدرعة الثالثة اشتبكت مع القوات المعادية في قبو كبير مع إطلاق نيران مباشرة وغير مباشرة. اللواء الأول وشعبة المدرعات الثالثة واجهت العدو من خلال الأحزمة الدفاعية المتابعة وقامت بتدمير المركبات المدرعة بالحرائق واستيلاء على مئات السجناء.
استمر العمل بعد حلول الليل وبحلول الساعة 18:40 تمكنت العناصر البرية والجوية للفرقة الثالثة من الإبلاغ عن أكثر من 20 دبابة و14 ناقلة جنود وعدة شاحنات وبعض قطع المدفعية التي دمرت. لسوء الحظ في نفس الليلة فإن الكتيبة 4 فقدت أول ضحايا الفرقة في المركبة برادلي ذات المدفع 25 مم مع مقتل جنديين وجرح ثلاثة. خلال الليل أعاق الظلام والعواصف الرملية رؤية الجنود ولكن أنظمة الرؤية الحرارية على متن دبابات أبرامز وبرادلي سمحت للمدفعية بضرب أهداف عراقية.

## 74 للشرق وما بعدها

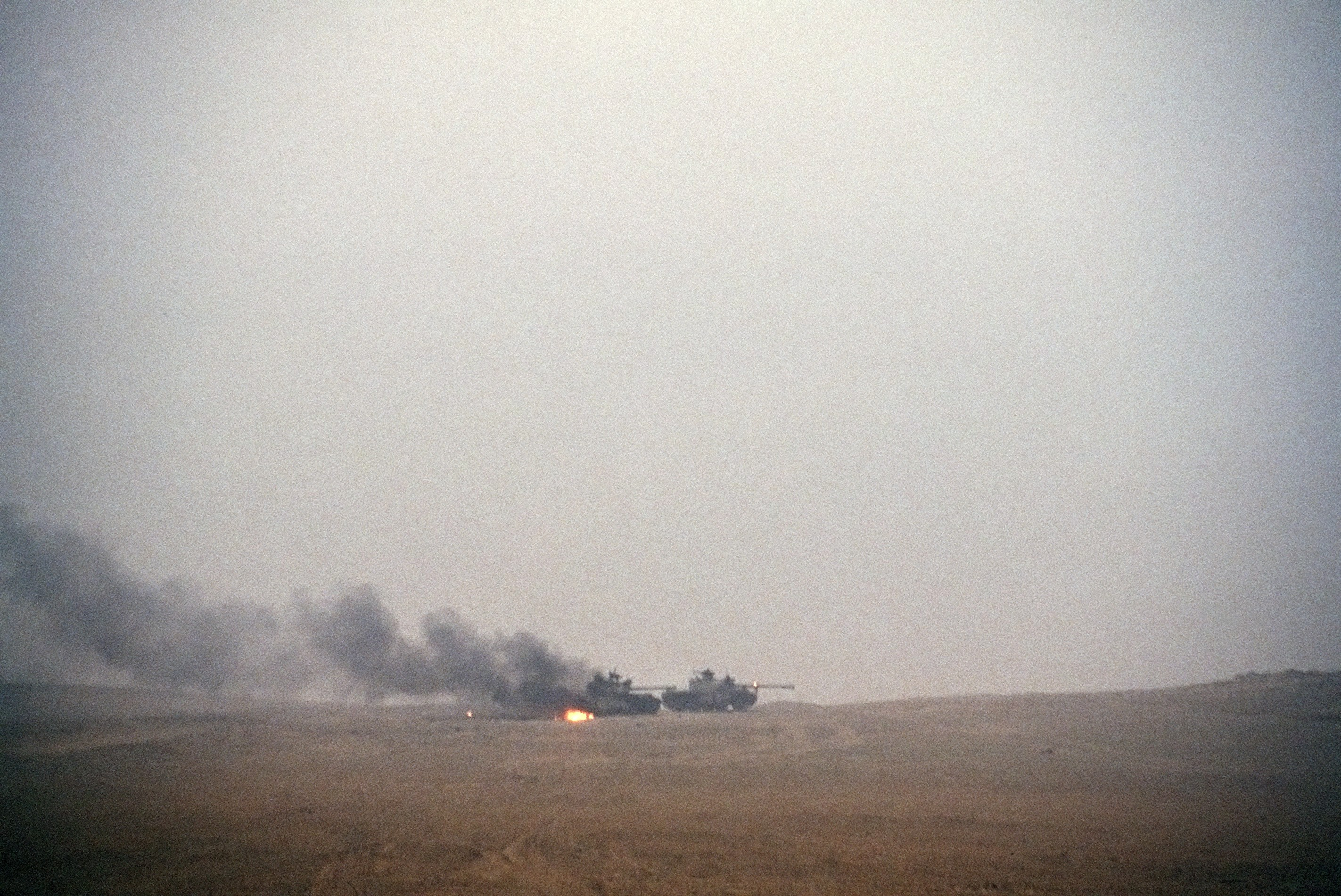
الدبابات العراقية من نوع 69 بعد هجوم عليها من قبل شعبة مدرعات المملكة المتحدة الأولى خلال عملية عاصفة الصحراء.

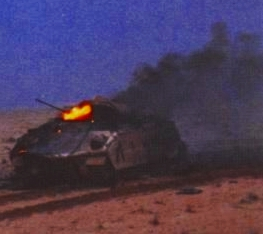
دبابة أم2 برادلي محطمة تحرق بعد أن تعرضت لنيران الدبابات العراقية خلال المراحل الأولى من المعركة.

بحلول الساعة 22:30 انتهت المعركة في الجبهة الثانية للفوج الثاني في 74 للشرق مع حرق معظم العناصر العراقية العاملة أو تدميرها عندما بدأت فرقة المشاة الأولى مرورها للخطوط. مرت فرقة المشاة الأولى عبر خط الفوج المدرع الثاني في الظلام الدامس واستمرت في التقدم نحو الهدف نورفولك وهي منطقة تشمل تقاطع طريق خط أنابيب إيبسا والعديد من الممرات الصحراوية ومستودع إمدادات عراقي كبير. الآن بدلا من ثلاث أسراب سلاح مدرعة واجهت الكتائب المدرعة 18 و37 العراقية ست كتائب ثقيلة للدبابات الأمريكية ومركبات قتال المشاة و6 كتائب أخرى من المدفعية الميدانية 155 ملم. في حوالي الساعة 11:30 بعد الظهر جرت مواجهة أخرى: دخلت الكتيبة الثالثة من كتيبة المقدم تايلور جونز من الدرع 66 إلى كتيبة الدبابات العراقية المجهزة تي -55. كما كان من قبل فإن العراقيين لم يهربوا أو استسلموا ولكنهم كانوا يركبون سياراتهم وأسلحتهم لمواجهة الأميركيين المتقدمين. في البداية تقدمت العديد من الوحدات الأمريكية للمرور من الدبابات والأطقم العراقية الذين كانوا في ملاجئ أو لم يستولوا على محركاتهم وبالتالي لم يظهروا تهديدات للطاقم الأمريكي.
تحركت فصيلة برادلي مشوشة قليلا في محاولة لمتابعة دبابات إم1 عبر الجبهة من هذه المواقع العراقية مع القيام بحرق المركبات وراءها. استغل العراقيون هذا الهدف الممتاز وفتحوا النار من ثلاثة اتجاهات. الضرب الأولي أصاب برادلي مما أسفر عن مقتل ثلاثة جنود أمريكيين. قامت مجموعة دبابات أمريكية متلاحقة للوحدات الرائدة بمراقبة إطلاق النار العراقي وانضمت إلى الاشتباك وسرعان ما دمرت ثلاث دبابات من طراز تي-55 قبل أن يتمكنوا من الحصول على طلقة أخرى. في الوقت نفسه أصابت عدة صواريخ صغيرة مضادة للدبابات فصيلة برادلي. من مجال رؤية مدفعية الدبابة فإنهم بحثوا من خلال المشاهد الحرارية عن دبابات إم1 المقتربة منها ويبدو أن هذه الوميض أدى إلى إطلاق النار من دبابات تي-55 عليهم. اقتنع المدفعيون الأمريكيون الشباب والمنفدون بأنهم يقاتلون ضد عدو محدد بفتح النار وتم ضرب ثلاثة آخرين من دبابة برادلي. قرر قائد اللواء العقيد ديفيد ويسمان سحب الكتائب مرة أخرى وتوطيد واستخدام مدفعيته لتدمير المشاة العراقية العدوانية.

### معركة نورفولك
كانت القوات المشاركة في المعركة هي الفرقة الأولى للمشاة الأمريكية اللواء الثالث من الفرقة المدرعة الثانية (الجحيم على عجلات) والكتائب العراقية المصفحة 18 و9 المدرعة من الحرس الجمهوري توكلنا فرقة المشاة الميكانيكية جنبا إلى جنب مع عناصر من أحد عشر فرقة عراقية أخرى بما في ذلك فرق المشاة 26 و48 و31 و25. كانت الفرقة العراقية المدرعة 52 حاضرة أيضا. قام البريطانيون بتدوير فرقهم المدرعة الأولى.
فرقة العمل 1-41 المشاة من شأنها أن تقود الهجوم الأمريكي نحو الهدف نورفولك. كان العراقيون قد أوقفوا الدفعة الأولى لشعبة المشاة الأولى إلى قطاعهم بشكل مؤقت فقط. بحلول الساعة 30:30 من يوم 27 فبراير تمركز اللواءان المهاجمان التابعان لفرقة المشاة الأولى على طول 75 شرقا على بعد 2000 متر شرق 73 شرقا. في ما أطلق عليه منذ ذلك الحين معركة نورفولك عبروا عشرة كيلومترات المتبقية إلى هدفهم الهدف نورفولك على مدى الساعات الثلاث المقبلة. تم الاشتباك وتدمير عناصر من 11 شعبة عراقية تقريبا. بحلول الفجر اتخذت فرقة المشاة الأولى الهدف نورفولك وتحولت المعركة بعيدا عن منطقة 73 شرقا إلى هجوم الفرقة المدرعة الأولى إلى الشمال وبدأت الساعة 20:00 من يوم 26 فبراير بهجوم الفرقة المدرعة الثالثة إلى الجنوب مباشرة من الفرقة الأولى.
كانت الفرقة الأولى المدرعة البريطانية مسؤولة عن حماية الجناح الأيمن من الفيلق. يفترض من قبل مخططي السلك أن الفرقة العراقية المدرعة 52 ستقوم بمهاجمة الفيلق السابع بعد اكتشاف اختراقهم للدفاعات العراقية. كانت لدى الفرقة المدرعة الأولى البريطانية لوائين شاركا في عملية عاصفة الصحراء. اللواء الرابع والسابع. سيقوم كلاهما بتناوب المسؤوليات كفرقة قيادة. تم تجهيز المدرعة 1 مع دبابات تشالنجر للمعركة الرئيسية. مع بندقية 120 مم والبصريات الحرارية ودروع تشوبهام فإن المنافسة الوحيدة في ساحة الحرب كانت الدبابة الأمريكية أبرامز. ركب مشاة بريطانيا في المعركة مركبة للمشاة. كان لديهم حماية درع معقولة ومدفع 30 ملم. شملت إصدارات معدلة من سيارة ناقلات الهاون وأنظمة مضادة للدبابات ومركبات القيادة والسيطرة وتمتلك بريطانيا مجموعة متنوعة من المركبات المدرعة الخفيفة الممتازة المبنية على شكل العقرب. كانت المدفعية البريطانية في المقام الأول أمريكية الصنع والتي كانت متوافقة مع الأنظمة الأمريكية. يتكون دعمها الجوي من طائرات الهليكوبتر من طراز غزال وتستخدم للاستطلاع وطائرة هليكوبتر لينكس. كان لدى البريطانيين مجموعتهم الكاملة من المهندسين واللوجستيات والوحدات الطبية.
كان هذا التقسيم بقيادة الجنرال روبرت سميث البالغ من العمر 47 عاما. كان عضوا في فوج المظليين البريطاني وكان خبيرا في تكتيكات الدروع والدبابات السوفياتية. كان لواءه يتكون من فرقتان تحت تصرفه. تم استخدام اللواء الرابع الذي تم تعزيزه بمهندسين ومدفعية إضافيين لعمليات الاختراق ولمسح الأرض عند الخرق. تم استخدام اللواء السابع للدروع الثقيلة للدبابات عند الاشتباك مع دبابات.
في 25 فبراير 1991 سقطت الفرقة المدرعة الأولى على الجناح الغربي لقسم المشاة الثامن والأربعين الذي كان يقوده العميد صاحب محمد علو. في تلك الليلة دمرت فرقة المشاة 48 وتم القبض على العميد علو من قبل البريطانيين. في تلك الليلة نفسها أزال البريطانيون خطين من مواقع العدو خلال اشتباكات قتالية وثيقة. كما دمر البريطانيون عدة مجموعات لدبابات عراقية تي-55. في نفس الليلة كانت عناصر أخرى من الفرقة تشتبك مع فرقة المشاة العراقية الحادية والثلاثين.
في 26 فبراير 1991 أطلقت وحدات المدفعية البريطانية ضربة مدفعية مدتها ساعة على مواقع عراقية. كان هذا أكبر عرض مدفعي بريطاني منذ الحرب العالمية الثانية. في الليلة نفسها خاض اللواء السابع البريطاني معركة دبابات ليلية ضد كتيبة دبابات عراقية من الفرقة العراقية المدرعة 52. بعد استمرار المعركة لتسعين دقيقة فقد تم تدمير 50 دبابة وناقلة جنود مدرعة عراقية. في الليلة نفسها دمر اللواء الرابع البريطاني مقر قيادة ومدفعية تابعة للواء 807 التابع لفرقة المشاة الثامنة والأربعين. بعد 48 ساعة من القتال ساعدت الفرقة المدرعة الأولى البريطانية في تدمير أو عزل أربع فرق مشاة عراقية (26 و48 و31 و25) وذبحت الفرقة العراقية المدرعة 52 في العديد من الاشتباكات الحادة. بحلول منتصف الليل لم تكن هناك مقاومة عراقية أكثر تنظيما بين الفرقة المدرعة الأولى والخليج العربي. في هذا اليوم سجلت الدبابة البريطانية تشالنجر 1 أطول مسافة لتدمير دبابة لدبابة في التاريخ العسكري بتدمير الدبابة العراقية تي-55 من على مسافة 4.7 كيلو متر (2.9 ميل).
في 27 فبراير 1991 حصلت الفرقة المدرعة الأولى البريطانية على الأهداف النهائية على طريق البصرة شمال المطلاع. كانت الفرقة المدرعة الأولى البريطانية قد سافرت 217 ميلا في 97 ساعة. استولت الفرقة المدرعة الأولى أو دمرت حوالي 200 دبابة وعدد كبير جدا من ناقلات الجنود المدرعة والشاحنات ومركبات الاستطلاع وما إلى ذلك.

## أهمية المعركة

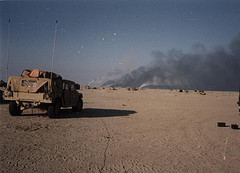
الدبابات العراقية المدمرة التي أحرقت في معركة نورفولك خلال حرب الخليج الثانية في فبراير 1991.

خلال العملية غطى الفوج تقدم ثلاث فرق أمريكية مختلفة والتحرك 120 ميلا في ثمانين ساعة ومحاربة عناصر من خمس شعب عراقية. أدت المعركة العنيفة التي وقعت في 73 شرقا إلى تثبيت القوات الجنوبية لفيلق الحرس الجمهوري العراقي وأتاحت لقائد الفيلق إطلاق فرقة المشاة الأولى في أعماق الدفاعات العراقية ودخول الكويت.
أما فوج الفرسان الثاني فقد تقدم بين الفرقة العراقية الثانية عشرة المدرعة وشعبة توكلنا فكانت الوحدة البرية الأمريكية الوحيدة التي وجدت نفسها تفوق عدد القتلى بشكل كبير. على الرغم من ذلك فقد دمرت الأسراب الثلاث الأخرى للفوج جنبا إلى جنب مع اللواءين الرئيسيين في فرقة المشاة الأولى لواءين عراقيين (اللواء الميكانيكي الثامن عشر واللواء المدرع 37) التابع لقسم توكلنا. في الانتقال من خلال معركة 73 للشرق فإن فوج الفرسان الثاني وفرقة المشاة الأولى (شعبة المدرعة 2) دمرت 160 دبابة و180 ناقلة للأفراد و12 قطعة مدفعية وأكثر من 80 عربة بعجلات جنبا إلى جنب مع عدة مدفعيات مضادة للطائرات خلال المعركة. ساهم السرب الثاني وحده في تدمير 55 دبابة عراقية و45 مركبة مدرعة أخرى وعدد مماثل من الشاحنات ومئات من المشاة العراقية وأسر 865 جنديا عراقيا.